# Tmesisternus subvenatus
Tmesisternus subvenatus är en skalbaggsart som beskrevs av Stefan von Breuning 1959. Tmesisternus subvenatus ingår i släktet Tmesisternus och familjen långhorningar. Inga underarter finns listade i Catalogue of Life.